# Миклашевский, Александр Николаевич
Александр Николаевич Миклашевский (1864—1911) — русский экономист, экстраординарный профессор Юрьевского университета.

## Биография
Родился 8 (20) декабря 1864 года. Происходил из дворян Миклашевских Черниговской губернии. Сын Действительного статского советника Николая Ивановича Миклашевского. Потомок Михаила Андреевича Миклашевского полковника стародубского. У него был старший брат Иван.
С 1875 года учился в Черниговской гимназии, которую окончил с золотой медалью в 1883 году и в том же году поступил на физико-математический факультет Московского университета, но со второго курса перешёл на юридический факультет, который закончил в 1888 году кандидатом прав; за сочинение «История ассигнационного обращения в России» получил золотую медаль.
Был оставлен при университете и на два года отправлен в заграничную командировку, по возвращении из которой защитил магистрскую диссертацию «Деньги, опыт изучения основных положений экономической теории классической школы в связи с историей денежного вопроса» и в 1895 году получил должность приват-доцента. Короткое время служил в министерстве финансов, приняв впоследствии участие в проведении денежной реформы 1897 года.
В 1896 году получил должность экстраординарного профессора политической экономии Юрьевского университета. В 1904 году защитил докторскую диссертацию «Обмен и экономическая политика».
Он первым перевёл на русский язык труды классиков политэкономии А. Тюрго, Д. Рикардо и Ф. Кенэ; перевёл также Дж. Ингрэма и Т. Мальтуса.
Принимал участие в написании статей «Энциклопедического словаря Брокгауза и Ефрона».
В 1898 году вступил в брак с Марией Ипполитовной Тарновской (1870-?). Она была дочерью акушера-гинеколога, тайного советника Ипполита Михайловича Тарновского (1833—1899), директора Надеждинского родовспомогательного заведения.
Умер в Юрьеве 24 августа (6 сентября) 1911 года.

## Избранная библиография
- Об исправительных приютах для малолетних преступников / А. Н. Миклашевский. — Чернигов : ред. «Зем. сб.» Чернигов. губ., 1889. — [2], 25 с
- Бумажные деньги, их цена и значение для народного хозяйства // Экономический журнал. — 1891. — Кн. 11-12;
- Деньги: опыт изучения основных положений экономической теории классической школы в связи с историей денежного вопроса. — М.: Университетская тип., 1895. — 729 с.;
- Реализм и идеализм в политической экономии. — Юрьев (Дерпт), 1896;
- Денежный вопрос в литературе и в явлениях действительной жизни: Сб. ст. — СПб., 1896. — 216 с., 1 л. граф.;
  - Изд. 2-е. — М.: URSS : Либроком, 2012. — 215 с. : ил.; 22 см. — (Классика политэкономической мысли). — ISBN 978-5-397-02843-1.
- Рабочий вопрос и социальное законодательство в Германии. — СПб., 1896;
- Расчетные палаты и их организация. — СПб., 1898;
- Трудовая ценность и теория дифференциальной прибыли // «Народное Хозяйство». — 1900;
- Обмен и экономическая политика. — Юрьев-Дерпт: тип. К. Маттисена, 1904. — 492 с.;
- Политика труда и идеалы распределительной справедливости // «Вестник Права», 1905;[5]
- Стачки и социальный вопрос // «Вестник Права», 1905;
- Земельная реформа и организация труда. — Юрьев, 1906;
- Обязательное обучение в народной школе. — Юрьев-Дерпт: тип. К. Маттисена, 1906. — 111 с.
- Арбитраж и соглашение в промышленных спорах. — Юрьев-Дерпт: тип. К. Матиссена, 1907. — 120 с.
- История политической экономии: Философские, исторические и теоретические начала экономии : Курс лекций 1907—1908 г. — Юрьев: типо-лит. Э. Бергмана, 1908. — VIII, 480 с.
- История политической экономии: Философские, исторические и теоретические начала экономии XIX в. — Юрьев: тип. К. Маттисена, 1909. — VIII, 638 с.